# 1989年美國聯盟冠軍賽
1989年美國聯盟冠軍賽是由美聯東區冠軍多倫多藍鳥對決美聯西區冠軍奧克蘭運動家的比賽，最後由運動家4勝1敗打敗藍鳥，連兩年晉級世界大賽。

## 概要

### 奧克蘭運動家 對 多倫多藍鳥
奧克蘭以4勝1負贏得系列賽
| 場次 | 客隊   | 比分 | 主隊   | 日期    | 球場                    | 觀眾人數 |
| ---- | ------ | ---- | ------ | ------- | ----------------------- | -------- |
| 1    | 藍鳥   | 3：7 | 運動家 | 10月3日 | 奧克蘭-阿拉米達郡競技場 | 49435    |
| 2    | 藍鳥   | 3：6 | 運動家 | 10月4日 | 奧克蘭-阿拉米達郡競技場 | 49444    |
| 3    | 運動家 | 3：7 | 藍鳥   | 10月6日 | 天虹體育館              | 50268    |
| 4    | 運動家 | 6：5 | 藍鳥   | 10月7日 | 天虹體育館              | 50076    |
| 5    | 運動家 | 4：3 | 藍鳥   | 10月8日 | 天虹體育館              | 50024    |

## 逐場戰況

### 第一場
10月3日，加利福尼亞州，奧克蘭，奧克蘭-阿拉米達郡競技場
| 多倫多藍鳥 | 0 | 2 | 0 | 1 | 0 | 0 | 0 | 0 | 0 | 3 | 5  | 1 |
| 奧克蘭運動家 | 0 | 1 | 0 | 0 | 1 | 3 | 0 | 2 | X | 7 | 11 | 0 |
| 勝投： 戴夫·史都華（1–0） 敗投： Dave Stieb（0–1） 全壘打： 藍鳥：Ernie Whitt（4上,1分） 運動家：Dave Henderson（2下,1分）、馬克·麥奎爾（6下,1分） |   |   |   |   |   |   |   |   |   |   |    |   |

藍鳥隊在2局上靠著安打串聯先攻下2分，不過運動家在下半局靠著Dave Henderson的陽春砲馬上追回一分。
4局上，Ernie Whitt敲出全壘打拿下藍鳥隊第三分。5局下，戴夫·帕克敲出安打帶有一分打點。
6局下，馬克·麥奎爾率先開轟追平比數。隨後他們又靠著安打和觸身球擠成滿壘，Carney Lansford雖然敲出滾地球，不過二壘手在傳向一壘時發生失誤，使得運動家再拿下2分。
戴夫·史都華主投8局送出6次三振失3分，加上打線的串聯，讓運動家拿下系列賽首勝。

### 第二場
10月4日，加利福尼亞州，奧克蘭，奧克蘭-阿拉米達郡競技場
| 多倫多藍鳥 | 0 | 0 | 1 | 0 | 0 | 0 | 0 | 2 | 0 | 3 | 5 | 1 |
| 奧克蘭運動家 | 0 | 0 | 0 | 2 | 0 | 3 | 1 | 0 | X | 6 | 9 | 1 |
| 勝投： Mike Moore（1–0） 敗投： Todd Stottlemyre（0–1） 救援成功： 丹尼斯·艾克斯利（1） 全壘打： 藍鳥：無 運動家：戴夫·帕克（6下,1分） |   |   |   |   |   |   |   |   |   |   |   |   |

3局上，藍鳥靠著安打和滾地球一樣先馳得點。不過瑞奇·韓德森在4局下獲得保送連盜兩壘，再加上後面安打接連敲出，運動家拿下2分逆轉。
6局下，戴夫·帕克敲出超前轟。後許打者合計又擊出3支安打，運動家單局攻下3分。
雖然藍鳥隊從運動家中繼投手Rick Honeycutt手中攻下2分，不過最後仍以3比6敗下陣來。

### 第三場
10月6日，安大略省，多倫多，天虹體育館
| 奧克蘭運動家                                                                                     | 1 | 0 | 1 | 1 | 0 | 0 | 0 | 0 | 0 | 3 | 8 | 1 |
| 多倫多藍鳥                                                                                       | 0 | 0 | 0 | 4 | 0 | 0 | 3 | 0 | X | 7 | 8 | 0 |
| 勝投： Jimmy Key（1–0） 敗投： Storm Davis（0–1） 全壘打： 運動家：戴夫·帕克（4上,1分） 藍鳥：無 |   |   |   |   |   |   |   |   |   |   |   |   |

拿下2勝的運動家在開局就有攻勢，他們在前四局就拿下了3分。
4局下，藍鳥隊的反攻正要開始。他們在保送後接連敲安形成滿壘，之後又接連敲出飛球、二壘安打和一壘安打，單局進帳四分反倒領先。
7局下，藍鳥隊攻勢再起。他們單局敲出4支安打，獲得2次保送拿下3分。最終藍鳥隊以7比3拿下系列賽首勝。

### 第四場
10月7日，安大略省，多倫多，天虹體育館
| 奧克蘭運動家 | 0 | 0 | 3 | 0 | 2 | 0 | 1 | 0 | 0 | 6 | 11 | 1 |
| 多倫多藍鳥 | 0 | 0 | 0 | 1 | 0 | 1 | 1 | 2 | 0 | 5 | 13 | 0 |
| 勝投： Bob Welch（1–0） 敗投： Mike Flanagan（0–1） 救援成功： 丹尼斯·艾克斯利（2） 全壘打： 運動家：瑞奇·韓德森 2（3上,2分、5上,2分）、荷西·坎塞柯（3上,1分） 藍鳥：無 |   |   |   |   |   |   |   |   |   |   |    |   |

這場比賽可說是瑞奇·韓德森的個人秀，他在第三局和第五局都敲出2分砲。
雖然藍鳥隊從第6局開始反攻，連續三局都有安打攻勢拿下分數，不過最終仍以5比6一分惜敗。

### 第五場
10月8日，安大略省，多倫多，天虹體育館
| 奧克蘭運動家 | 1 | 0 | 1 | 0 | 0 | 0 | 2 | 0 | 0 | 4 | 4 | 0 |
| 多倫多藍鳥 | 0 | 0 | 0 | 0 | 0 | 0 | 0 | 1 | 2 | 3 | 9 | 0 |
| 勝投： 戴夫·史都華（2–0） 敗投： Dave Stieb（0–2） 救援成功： 丹尼斯·艾克斯利（3） 全壘打： 運動家：無 藍鳥：Lloyd Moseby（8下,1分）、George Bell（9下,1分） |   |   |   |   |   |   |   |   |   |   |   |   |

荷西·坎塞柯和瑞奇·韓德森分別在1、3局建功，為球隊拿下2分領先。7局上，運動家靠著雙安和滾地球拿下2分，形成4比0領先。
8局下，Lloyd Moseby開轟，幫助藍鳥隊打破鴨蛋。9局下，George Bell也率先開轟。之後湯尼·費南德茲敲出安打上壘，並靠著盜壘和滾地球上到三壘。Kelly Gruber隨後敲出高飛球送回費南德茲，不過下一棒Junior Felix遭到三振結束比賽。最終運動家4比3贏球，以4勝1敗晉級世界大賽。

## 外部連結
- 1989 ALCS at Baseball-Reference （页面存档备份，存于）